# Monodelphis brevicaudata
Monodelphis brevicaudata e вид опосум от семейство Didelphidae.

## Географско разпространение
Обитава широк участък от тропическата джунгла във Венецуела, Суринам, Гвиана, Френска Гвиана и Бразилия заключен между Атлантическия океан от една страна и Ориноко, Рио Негро и Амазонка от друга.

## Характеристики
Те живеят в залесени райони, но са лоши катерачи. Нощни животни са като през деня обитават своите гнезда изградени в кухи дървени трупи или стволове на дървета.
Раждат до 14 малки по всяко време на годината. Нямат кожна торбичка и затова младите се придържат към кожата на майката и сукалните зърна, а като поотраснат се возят на гърба ѝ.

## Хранене
Храната им се състои от семена, издънки и плодове, насекоми, мърша и някои малки гризачи.